# Ichneumon vallemontanus
Ichneumon vallemontanus là một loài tò vò trong họ Ichneumonidae.